# Gerhard Hellwig
Gerhard Hellwig (* 17. Juli 1925 in Berlin; † 15. Januar 2011 ebenda) war ein deutscher Dirigent und Chorleiter.

## Werdegang
Nach Heimkehr aus der Kriegsgefangenschaft gründete er am 12. November 1947 die Schöneberger Sängerknaben. Daneben war er auch stellvertretender Operndirektor in Frankfurt, Geschäftsführer der Berliner Festwochen und Mitbegründer des Berliner Theatertreffens.
Mit den Schöneberger Sängerknaben nahm er zahlreiche Schallplatten auf und unternahm mehr als 300 Konzertreisen im In- und Ausland. Dabei trat er unter anderem im Weißen Haus und auf der Steuben-Parade in New York City auf.
Hellwig leitete seinen Knabenchor mehr als sechzig Jahre lang bis zum Jahr 2010. Die Arbeit des Chors ließ er wegen einer Augenoperation im selben Jahr ruhen. Zu Weihnachten 2010 stürzte er in seiner Wohnung im Apartmenthaus an der Budapester Straße und zog sich einen Oberschenkelhalsbruch zu. Am 15. Januar 2011 starb er im Alter von 85 Jahren.

## Ehrungen
- Verdienstkreuz 1. Klasse der Bundesrepublik Deutschland
- 1. Oktober 1997: Verdienstorden des Landes Berlin